# Parque Condor
O Parque Condor é um campo a céu aberto localizado na Av. das Indústrias, nº 1587, bairro São João, Porto Alegre. Situa-se ao lado do Pepsi on Stage e em frente ao Aeroporto Internacional Salgado Filho, e tem sido reconhecido como uma alternativa para a realização de eventos de grande porte na cidade.

## Espetáculos
O espaço foi sede do Cidade Elétrica, evento promovido pela Cidade FM realizado em 13 de maio de 2006 com shows de Ivete Sangalo e outras bandas, e que reuniu cerca de 30 mil pessoas. No dia 28 de janeiro de 2010 o show da banda Metallica também foi realizado no local, reunindo um público de cerca de 27 mil pessoas.